# Нотариальная тайна
Нотариальная тайна — информация, которая стала известна нотариусу, лицу, замещающему временно отсутствующего нотариуса, сотруднику нотариуса, обеспечивающему нотариальную деятельность, а также иному лицу, участвующему в нотариальной деятельности или осуществляющему контроль за нотариальной деятельностью, в результате исполнения ими своих профессиональных обязанностей.
Нотариальная тайна — это вид профессиональной тайны, в результате которой нотариус обязан хранить в тайне сведения, которые ему стали известны в связи с его профессиональной деятельностью.
В законодательстве нет чёткого определения понятия нотариальной тайны, однако, его можно сформулировать исходя из статьи 5 Основ Законодательства Российской Федерации о нотариате, в которой сказано, что:
Нотариусу при исполнении служебных обязанностей, лицу, замещающему временно отсутствующего нотариуса, а также лицам, работающим в нотариальной конторе, запрещается разглашать сведения, оглашать документы, которые стали им известны в связи с совершением нотариальных действий, в том числе и после сложения полномочий или увольнения, за исключением случаев, предусмотренных Основами Законодательства Российской Федерации о нотариате.

## История
Впервые в России понятие нотариальной тайны нашло своё отражение в статье 23 Положения о нотариальной части от 14 апреля 1866 года Свода законов Российской империи.
«По всем поручаемым Нотариусу делам и относительно актов и документов, находящихся у него на хранении, он обязан соблюдать тайну. Нарушение сего подвергает его ответственности по статье 423 Уложения о наказаниях».
ЦИК и СНК СССР закрепили обязанность нотариусов соблюдать тайну совершаемых ими нотариальных действий Постановлением от 14 мая 1926 года «Об основных принципах организации государственного нотариата». Принципы, сформулированные в данном постановлении распространялись на нотариальные действия, которые постоянно присутствовали на всем протяжении периода советского нотариата.

## Субъекты нотариальной тайны
- лица (граждане, клиенты), обратившиеся за совершением нотариального действия;
- нотариусы, лица, замещающие временно отсутствующего нотариуса;
- лица, обеспечивающие нотариальную деятельность (сотрудники нотариальной конторы);
- сотрудники нотариальной палаты, которым могут стать известны сведения, в результате проверки профессиональной деятельности нотариуса.

## Объекты нотариальной тайны
- содержание, существо и условия совершения нотариального действия;
- документы, истребованные нотариусом;
- информация, о лицах, обратившихся за совершением нотариального действия;
- факт обращения лиц за совершением нотариального действия;

## Ответственность, предусмотренная за разглашение нотариальной тайны
Статья 5 Основ Законодательства Российской Федерации о нотариате, содержит конкретный перечень субъектов, исключительно по мотивированному требованию которых, нотариус может раскрыть сведения о совершённых нотариальных действиях. К ним относятся:
- суд;
- прокуратура;
- органы следствия в связи с находящимися в их производстве уголовными, гражданскими или административными делами;
- судебные приставы-исполнители в связи с находящимися в их производстве материалами по исполнению исполнительных документов;
- орган, осуществляющий государственную регистрацию юридических лиц и индивидуальных предпринимателей, в связи с государственной регистрацией;
- орган, предоставляющий государственные и муниципальные услуги и исполняющий государственные и муниципальные функции, в порядке, установленном частью шестой статьи 34.4 Основ Законодательства Российской Федерации о нотариате;
- нотариусы в связи с совершаемыми нотариальными действиями.

Нотариус может быть освобождён судом от обязанности хранить тайну, если против него возбуждено уголовное дело в связи с совершением нотариального действия. Архивная копия от 24 января 2021 на Wayback Machine

Нотариус, занимающийся частной практикой, умышленно разгласивший сведения о совершённом нотариальном действии, обязан возместить причинённый вследствие этого ущерб по решению суда.

Согласно действующему уголовному законодательству Российской Федерации умышленное разглашение нотариусами государственных нотариальных контор и нотариусами, занимающимися частной практикой профессиональной нотариальной тайны регулируется статьёй 285 Уголовного кодекса Российской Федерации «Злоупотребление должностными полномочиями» и статьёй 202 Уголовного кодекса Российской Федерации «Злоупотребление полномочиями частными нотариусами и аудиторами».

Нотариус, занимающийся частной практикой, несёт полную имущественную ответственность за реальный ущерб, причинённый разглашением сведений о совершённых нотариальных действиях.

Также за нарушение тайны совершения нотариального действия нотариусам устанавливается дисциплинарная ответственность за виновное совершение дисциплинарного проступка, предусмотренного Кодексом профессиональной этики нотариусов Российской Федерации. Архивная копия от 15 апреля 2019 на Wayback Machine

Законодательство о нотариате предусматривает довольно обширный перечень случаев, когда несоблюдение нотариальной тайны носит для нотариуса правомерный характер, а, следовательно, не влечёт для него какой-либо юридической ответственности. Во всех иных случаях разглашение нотариусом информации, подлежавшей сохранению в тайне признаётся правонарушением, а если налицо необходимые признаки уголовно наказуемого деяния, то данное деяние рассматривается как преступление, за которую нотариус несёт полную имущественную ответственность.

## Судебная практика
- Приговор Центрального районного суда города Кемерово от 13 декабря 2018 г. по делу N 1-366/2018
- Определение Конституционного Суда РФ от 28.01.2016 N 198-О «Об отказе в принятии к рассмотрению жалобы гражданки Алирзаевой Нуцалай Исаевны на нарушение её конституционных прав пунктом 1 части пятой статьи 12 Основ законодательства Российской Федерации о нотариате»
- Определение Конституционного Суда РФ от 21.04.2011 N 444-О-О «Об отказе в принятии к рассмотрению жалобы гражданки Олейник Ольги Андреевны на нарушение её конституционных прав частью второй статьи 5, пунктом 3 части пятой статьи 12, частью второй статьи 16 и частью третьей статьи 17 Основ законодательства Российской Федерации о нотариате»
- Определение Конституционного Суда РФ от 25.09.2014 N 2206-О «Об отказе в принятии к рассмотрению жалобы гражданки Стерховой Марины Ивановны на нарушение её конституционных прав отдельными положениями основ законодательства Российской Федерации о нотариате и частью второй статьи 61 Гражданского процессуального кодекса Российской Федерации»